# Новинськ
Но́винськ (рос. Новинск, марій. Новинск) — присілок у складі Оршанського району Марій Ел, Росія. Входить до складу Марковського сільського поселення.

## Населення
Населення — 89 осіб (2010; 79 у 2002).
Національний склад (станом на 2002 рік):
- марійці — 51 %
- росіяни — 47 %